# 生神女就寝大聖堂 (ウラジーミル)

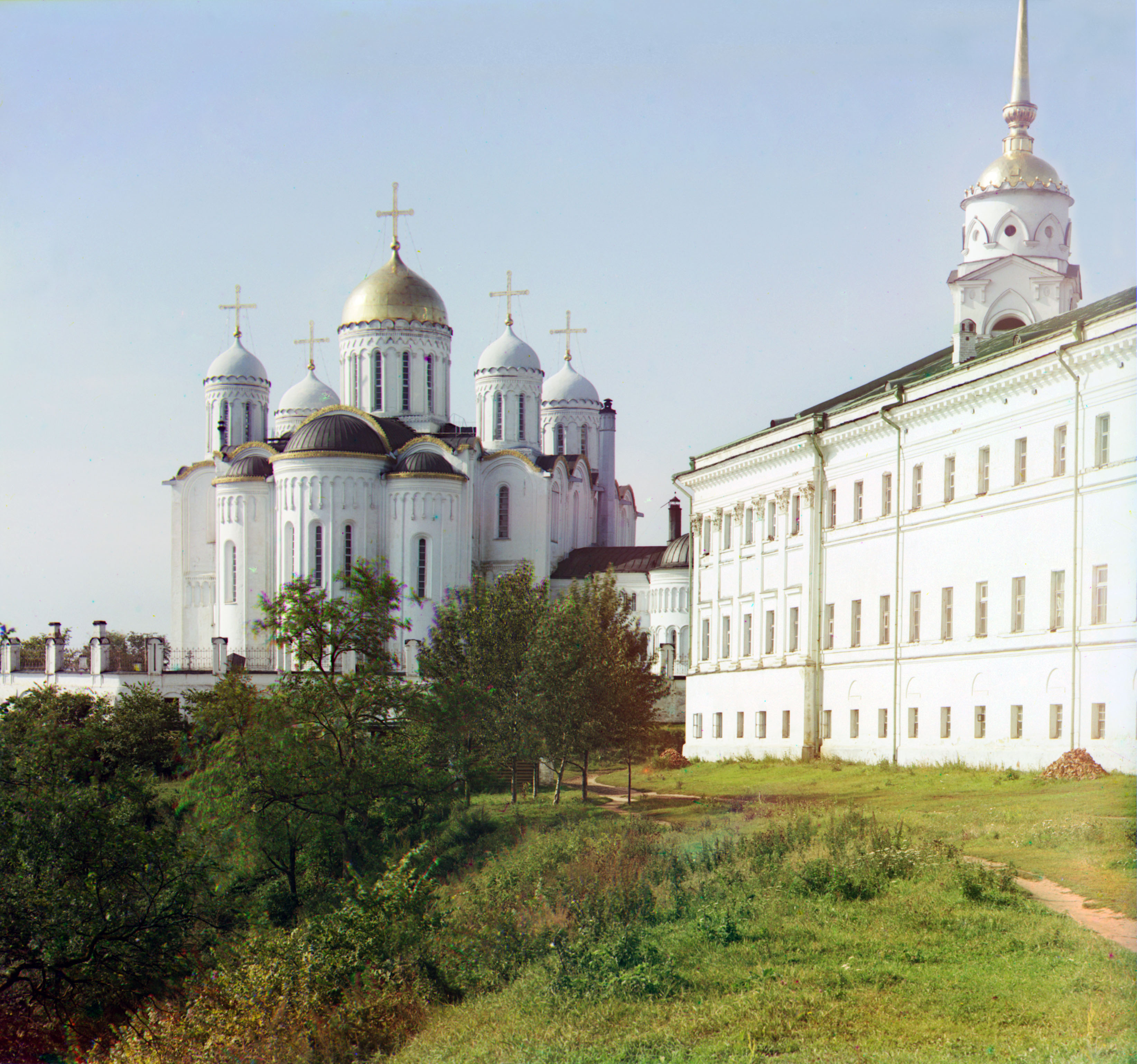
ウラジーミルの生神女就寝大聖堂。セルゲイ・プロクジン＝ゴルスキーによって1912年に撮影されたカラー写真。

ウラジーミルの生神女就寝大聖堂（しょうしんじょしゅうしんだいせいどう）は13世紀・14世紀の中世ロシアにおける母なる教会として位置付けられる聖堂の一つであり、ロシア正教会の大聖堂である。この聖堂は世界遺産「ウラジーミルとスーズダリの白亜の建造物群」の一部である。ロシア語名であるУспенский соборをそのまま転写してウスペンスキー大聖堂とも呼ばれる。

## 歴史

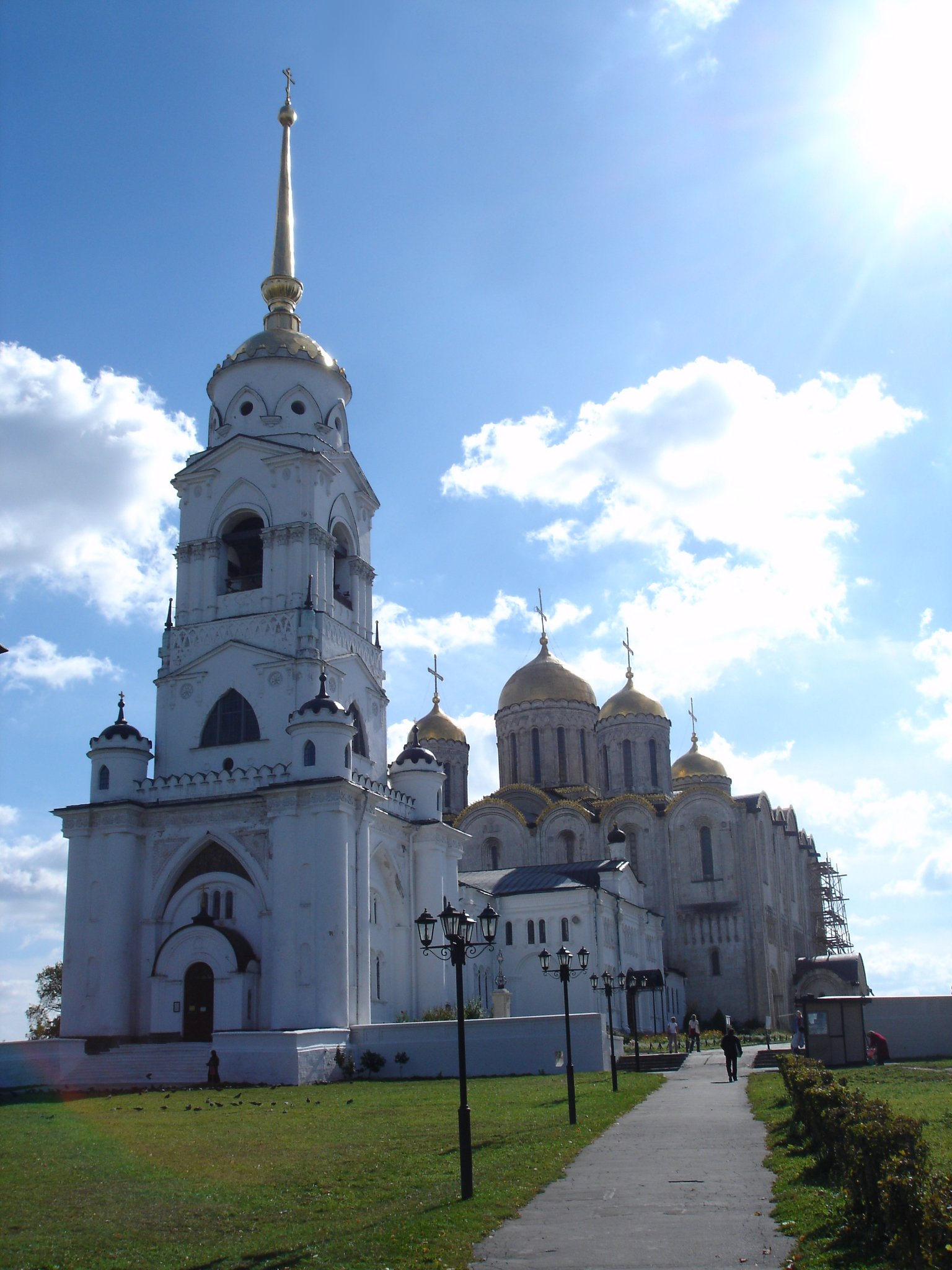
鐘楼側から

この大聖堂はウラジーミル公アンドレイ・ボゴリュブスキーの命令により公国の首都ウラジーミルに、生神女就寝祭（聖母とも呼ばれる生神女マリヤの永眠を記念する正教会の大祭）を記憶して建設された。生神女マリヤはアンドレイ1世により公国の守護聖人に定められた。1158年から1160年にかけて建設された6本の柱と5個のドームを戴く大聖堂は、ウラジーミル公国の威光の増大を反映して1185年から1189年の間に拡張された。1178平方メートルの広さに及ぶ大聖堂は、その後300年から400年の間、ロシアの教会の中で最大の大聖堂であった。
アンドレイ・ボゴリュブスキー、フセヴォロド3世、そして他のウラジーミル・スーズダリ大公国の支配者達は、この教会の地下聖堂に埋葬されている。他の多くの教会と違い、1239年にモンゴル帝国のバトゥが首都を占領した際のウラジーミルの荒廃と、ウラジーミルで起きた火災をくぐり抜けて大聖堂は生き残った。

## 構造
大聖堂の外壁は手の込んだ装飾で覆われている。内壁のイコンは12世紀に描かれ、偉大なイコン画家アンドレイ・ルブリョフとダニイル・チョールヌィによって1408年に描き直された。ウラジーミルの生神女就寝大聖堂は、アリストテレ・フィオラヴァンティによって設計され1475年から1479年にかけて建設されたモスクワクレムリンの生神女就寝大聖堂の、モデルの一つとなった。聳え立つ鐘楼は、ロシアの伝統と、ゴシック様式と、新古典主義の影響のもと、1810年頃に建設されたものである。

## アクセス
ウラジーミル市街地に位置し、シベリア鉄道ウラジーミル駅から徒歩15分。世界遺産に登録されているドミトリエフスキー聖堂と黄金の門が徒歩圏内にある。

## ギャラリー

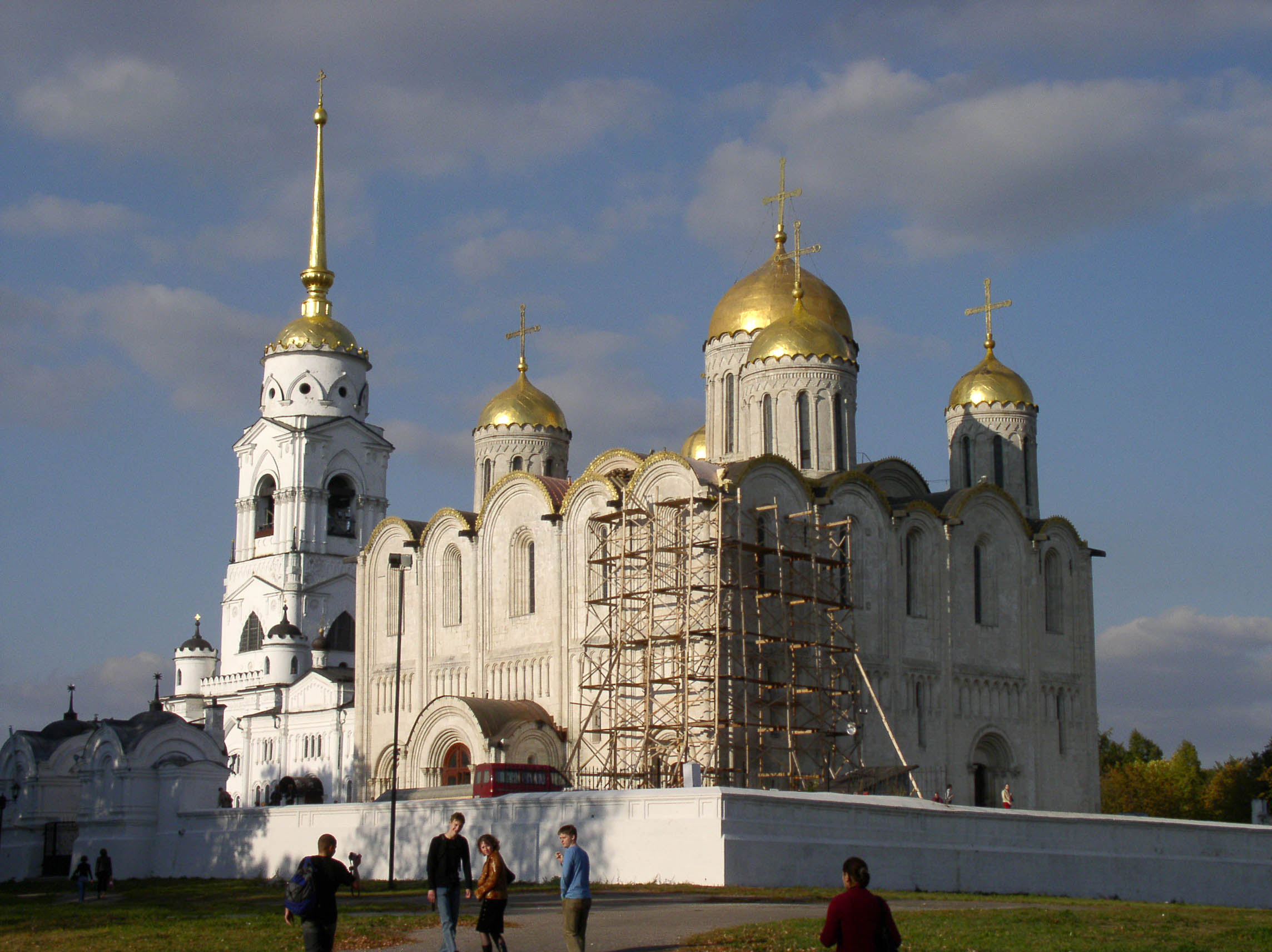
2005年9月24日撮影
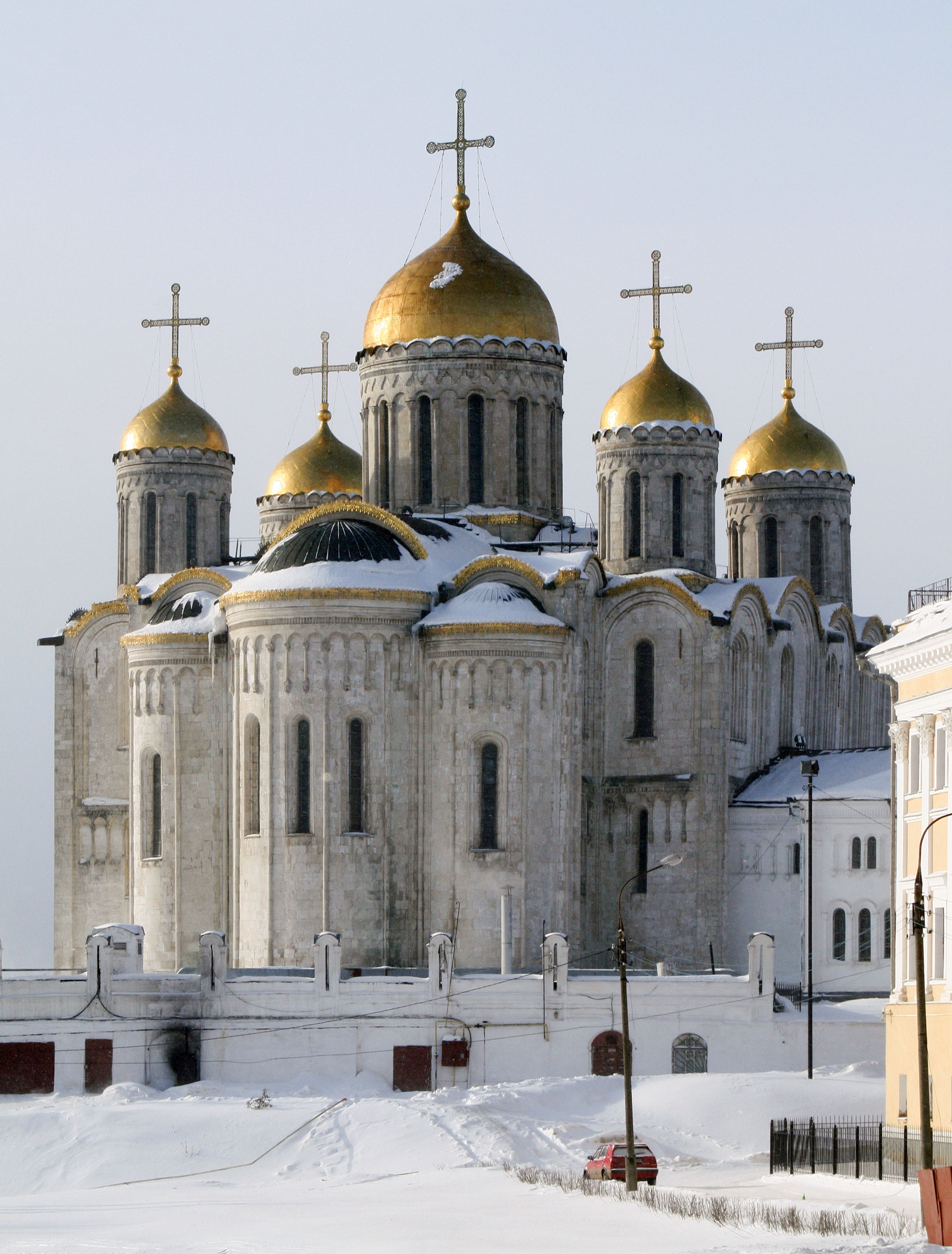
冬景色
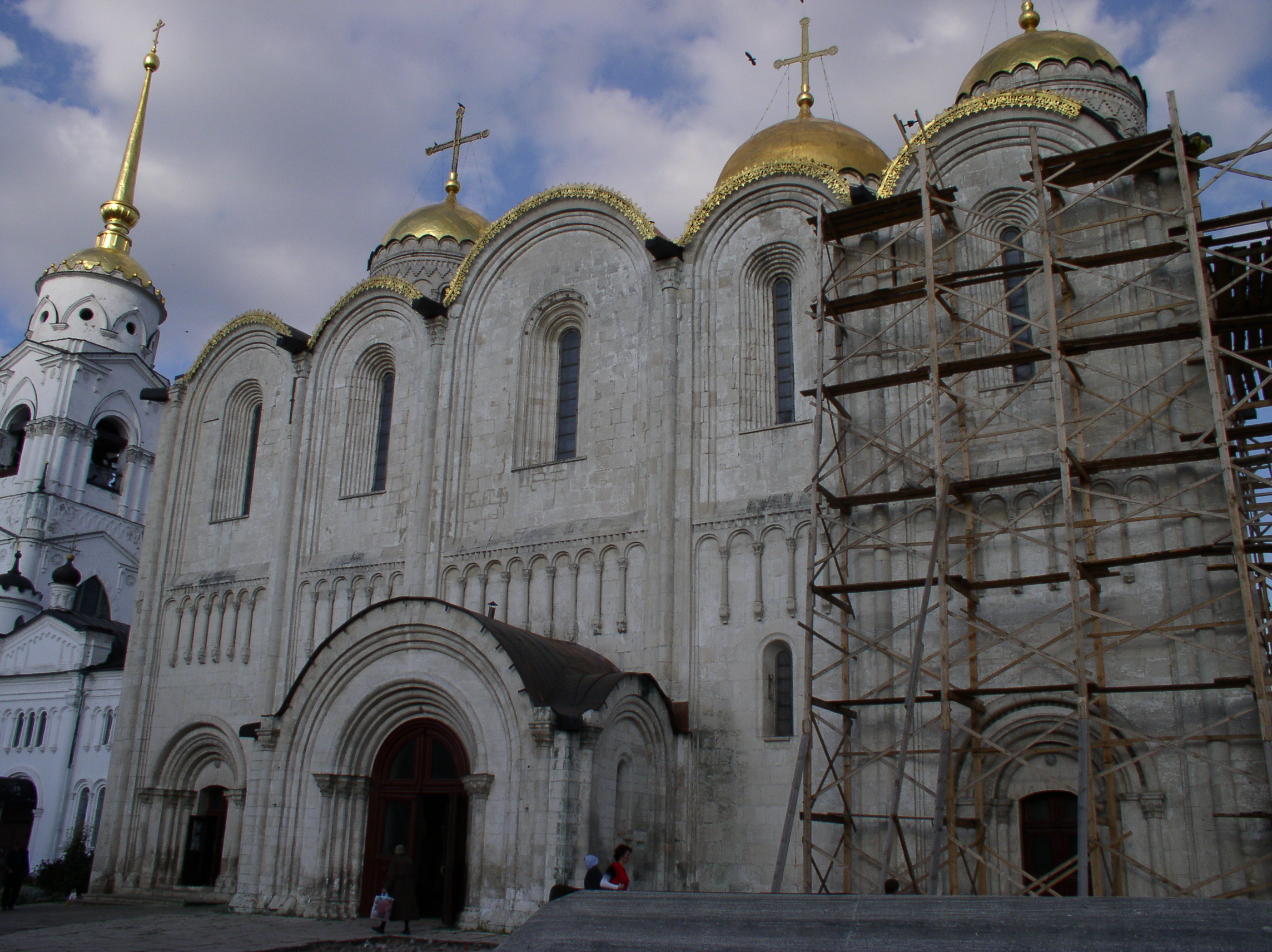
近景
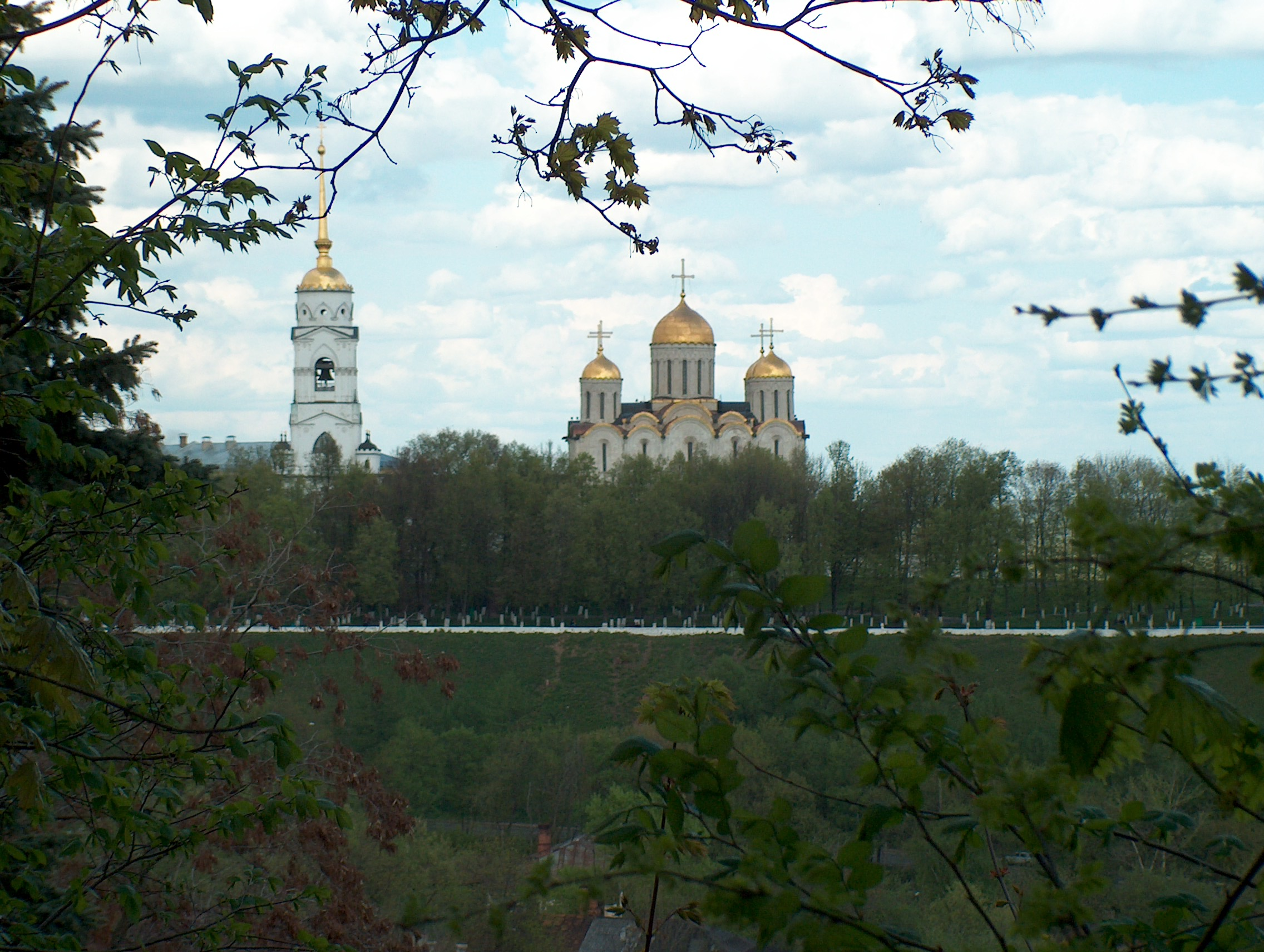
遠景